# Hidroxietilprometazina
A hidroxietilprometazina é um anti-histamínico com propriedades anticolinérgicas. Pertence à classe dos compostos orgânicos conhecidos como fenotiazinas. Trata-se de compostos aromáticos policíclicos que contêm uma fração fenotiazina, que é um sistema tricíclico linear constituído por dois anéis de benzeno unidos por um anel de paratiazina.
Nos seres humanos, a hidroxietilprometazina está envolvida na via de ação da hidroxietilprometazina anti-histamínica-H1. A hidroxietilprometazina é um metabólito primário. 
Os metabólitos primários são metabólitos essenciais do ponto de vista metabólico ou fisiológico. Estão diretamente envolvidos no crescimento, desenvolvimento ou reprodução de um organismo.
É estruturalmente análogo à prometazina.